# پوئنت-کالومه، کبک
پوئنت-کالومه (به فرانسوی: Pointe-Calumet) شهری در منطقه شهری دو-مونتاین ناحیه لورانتید در استان کبک کانادا است. در سرشماری سال ۲۰۱۱ این شهر ۶٬۰۸۲ نفر جمعیت داشته‌است و مساحت آن ۴٫۸۹ کیلومتر مربع است.